# Cogners
Cogners – miejscowość i gmina we Francji, w regionie Kraj Loary, w departamencie Sarthe.
Według danych na rok 2010 gminę zamieszkiwały 202 osoby, a gęstość zaludnienia wynosiła 14 osób/km².